# Syndrome de Bland-White-Garland
 (avril 2013).
Si vous disposez d'ouvrages ou d'articles de référence ou si vous connaissez des sites web de qualité traitant du thème abordé ici, merci de compléter l'article en donnant les références utiles à sa vérifiabilité et en les liant à la section « Notes et références ».

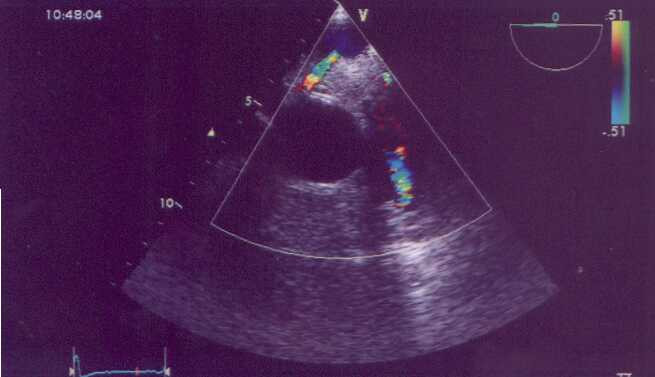
Possible communication entre l'artère coronaire gauche et l'artère pulmonaire chez une femme de 45 ans avec le syndrome de Bland-White-Garland.

ALCAPA est un acronyme anglais signifiant abnormal left cororary artery from pulmonary artery, aussi nommé Syndrome Bland-White-Garland, qui désigne une pathologie malformative cardiaque du nourrisson en rapport avec une naissance anormale de la coronaire gauche : celle-ci au lieu de naître du sinus aortique gauche naît de l'artère pulmonaire.
Le syndrome porte le nom des cardiologues américains Edward Franklin Bland (1901–1992), Paul Dudley White (1893–1973) et Joseph Garland (1886–1973).

## Description
Cette anomalie entraîne une myocardiopathie dilatée hypokinétique curable.
Le tableau clinique est stéréotypé : apparition d'une insuffisance cardiaque congestive chez un nourrisson de quelques mois. Cette pathologie se manifeste lors de la baisse physiologique des résistances vasculaires pulmonaires entraînant une diminution de la perfusion myocardique.
L'électrocardiogramme est très évocateur avec une Q en D1 à VL sans croissance des ondes R et un sur décalage dans les dérivations précordiales antérieures.
En échographie, on met parfois en évidence une fistule entre la coronaire gauche et la coronaire droite dilatée et absence de visualisation de la coronaire gauche qui ne naît pas de l'ostium coronaire mais qui sort de la partie antérieure du tronc coronaire et flux continu diastolique dans l'artère pulmonaire vélocité basse éliminant un canal artériel. Elle se situe parfois dans une branche de l'artère pulmonaire mais dans ce cas nécessite le scanner.
Les autres examens sont inutiles.
Le traitement est purement chirurgical et la récupération myocardique peut prendre plusieurs mois.
Le diagnostic prénatal est impossible.